# GNU
GNU este o colecție mare de software pentru a dezvolta un sistem de operare Unix-like. GNU este compus doar din software liber. GNU este un acronim recursiv pentru "GNU's Not Unix!" și se pronunță exact cum se scrie - GNU. Practic, GNU este precum UNIX (Unix-Like), ca și design și arhitectură, dar de fapt sunt chestiuni complet diferite, pentru că GNU este un soft liber și nu conține nici un cod Unix. A se înțelege că GNU = Unix sau Unix = GNU deși o analiză software poate face deosebirea dintre cele două nuclee diferite (ele reprezentând, în fond, același nucleu) Nucleul GNU este numit GNU Hurd.